# Branford
|  | Per a altres significats, vegeu «Branford (desambiguació)». |

Branford és una població dels Estats Units a l'estat de Florida. Segons el cens del 2000 tenia 695 habitants.

## Demografia
Segons el cens del 2000, Branford tenia 695 habitants, 270 habitatges, i 170 famílies. La densitat de població era de 323,3 habitants per km².
Dels 270 habitatges en un 33% hi vivien nens de menys de 18 anys, en un 42,2% hi vivien parelles casades, en un 15,6% dones solteres, i en un 36,7% no eren unitats familiars. En el 31,1% dels habitatges hi vivien persones soles el 17,4% de les quals corresponia a persones de 65 anys o més que vivien soles. El nombre mitjà de persones vivint en cada habitatge era de 2,53 i el nombre mitjà de persones que vivien en cada família era de 3,15.
Per edats la població es repartia de la següent manera: un 27,6% tenia menys de 18 anys, un 9,8% entre 18 i 24, un 28,1% entre 25 i 44, un 20,6% de 45 a 60 i un 14% 65 anys o més.
L'edat mediana era de 33 anys. Per cada 100 dones de 18 o més anys hi havia 95,7 homes.
La renda mediana per habitatge era de 24.286 $ i la renda mediana per família de 31.705 $. Els homes tenien una renda mediana de 24.583 $ mentre que les dones 18.750 $. La renda per capita de la població era de 12.716 $. Entorn del 13,8% de les famílies i el 21% de la població estaven per davall del llindar de pobresa.

## Poblacions més properes
El següent diagrama mostra les poblacions més properes.